# Notarcha aurolinealis
Notarcha aurolinealis är en fjärilsart som beskrevs av Walker 1859. Notarcha aurolinealis ingår i släktet Notarcha och familjen Crambidae. Inga underarter finns listade i Catalogue of Life.

## Bildgalleri

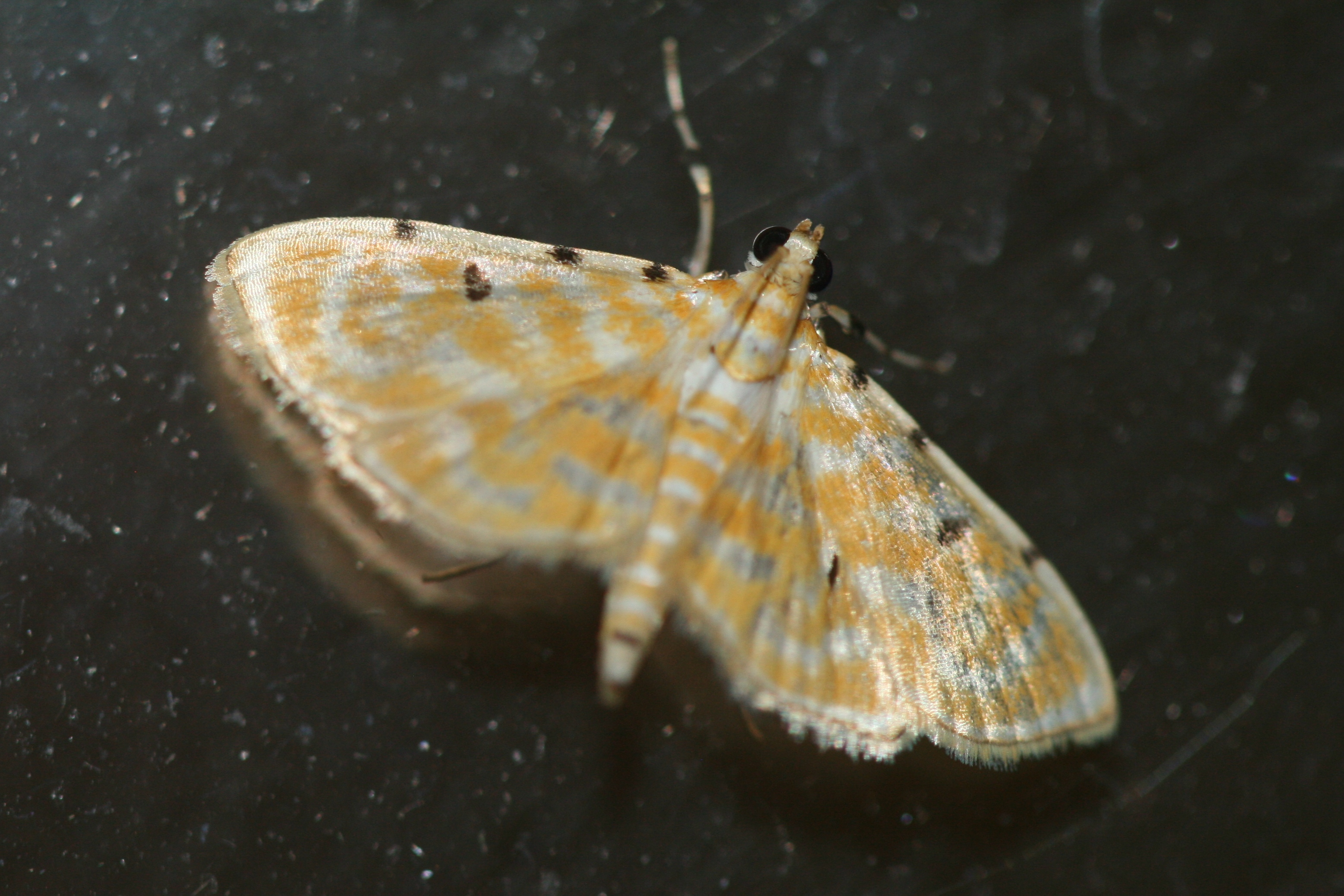